# Gelliodes hamata
Gelliodes hamata är en svampdjursart som beskrevs av Thiele 1903. Gelliodes hamata ingår i släktet Gelliodes och familjen Niphatidae. Inga underarter finns listade i Catalogue of Life.